# ゆっつらくん
ゆっつらくんは佐賀県嬉野市の公式マスコットキャラクター（ゆるキャラ）。